# Horneophyton
L'orneofito (Horneophyton lignieri) è una pianta estinta, di incerta collocazione sistematica, vissuta all'inizio del Devoniano (circa 410 milioni di anni fa). I suoi resti fossili sono tra i più abbondanti fra quelli rinvenuti nel famoso Rhynie Chert (Scozia).

## Descrizione
Di piccole dimensioni, questa pianta possedeva un asse biramato che si protendeva dal terreno e terminava in sporangi. Questi ultimi erano di forma cilindrica e si diramavano anch'essi, mentre la base della pianta era rigonfia e dotata di numerosi rizoidi. L'altezza di Horneophyton non doveva superare i 20 centimetri. Di questa pianta è conosciuto anche il gametofito femminile, descritto originariamente come Langiophyton mackiei: era una struttura alta circa sei centimetri, dotata di una sorta di coppa terminale.

## Classificazione
L'orneofito non è facilmente attribuibile ad alcun gruppo di piante noto. Alcune caratteristiche (ad esempio la presenza di una columella sterile negli sporangi) avvicina questa pianta alle briofite (muschi), ma altre strutture (l'asse dotato di cavità vascolare e tracheidi) suggeriscono che l'orneofito fosse a uno stadio evolutivo più avanzato.

## Habitat
L'orneofito è una delle piante più comuni nel giacimento di Rhynie; i suoi rizomi sotterranei erano in grado di farsi strada attraverso i detriti, mentre i rizoidi fornivano notevoli punti di ancoraggio. Spesso questa pianta è stata rinvenuta in assenza di altre piante; ciò potrebbe indicare che l'orneofito riusciva a colonizzare ambienti con condizioni climatiche sfavorevoli ad altre piante. Raramente Horneophyton è stato trovato in associazione con Rhynia, l'altra pianta molto abbondante nel giacimento. L'orneofito cresceva sulle rive di fiumi, in un ambiente particolarmente umido, quasi semiacquatico.